# Ố
Ố (minuscule : ố), appelé O accent circonflexe accent aigu, est une lettre latine utilisée dans l’écriture du kayah et du vietnamien.
Il s’agit de la lettre O diacritée d’un accent circonflexe et d’un accent aigu.

## Utilisation
En vietnamien, le O circonflexe ‹ Ô, ô › représente la voyelle /o/ et l’accent aigu indique un ton haut montant.

## Représentations informatiques
Le O accent circonflexe accent aigu peut être représenté avec les caractères Unicode suivants : 
- précomposé et normalisé (latin étendu additionnel)[1] :

| formes    | représentations | chaînes de caractères | points de code | descriptions                                                |
| --------- | --------------- | --------------------- | -------------- | ----------------------------------------------------------- |
| capitale  | Ố               | Ố                     | U+1ED0         | lettre majuscule latine o accent circonflexe et accent aigu |
| minuscule | ố               | ố                     | U+1ED1         | lettre minuscule latine o accent circonflexe et accent aigu |

- décomposé et normalisé NFD (latin de base, diacritiques) :

| formes    | représentations | chaînes de caractères | points de code       | descriptions                                                                     |
| --------- | --------------- | --------------------- | -------------------- | -------------------------------------------------------------------------------- |
| capitale  | Ố               | O◌̂◌́                   | U+004F U+0302 U+0301 | lettre majuscule latine o diacritique accent circonflexe diacritique accent aigu |
| minuscule | ố               | o◌̂◌́                   | U+006F U+0302 U+0301 | lettre minuscule latine o diacritique accent circonflexe diacritique accent aigu |